# 산자크

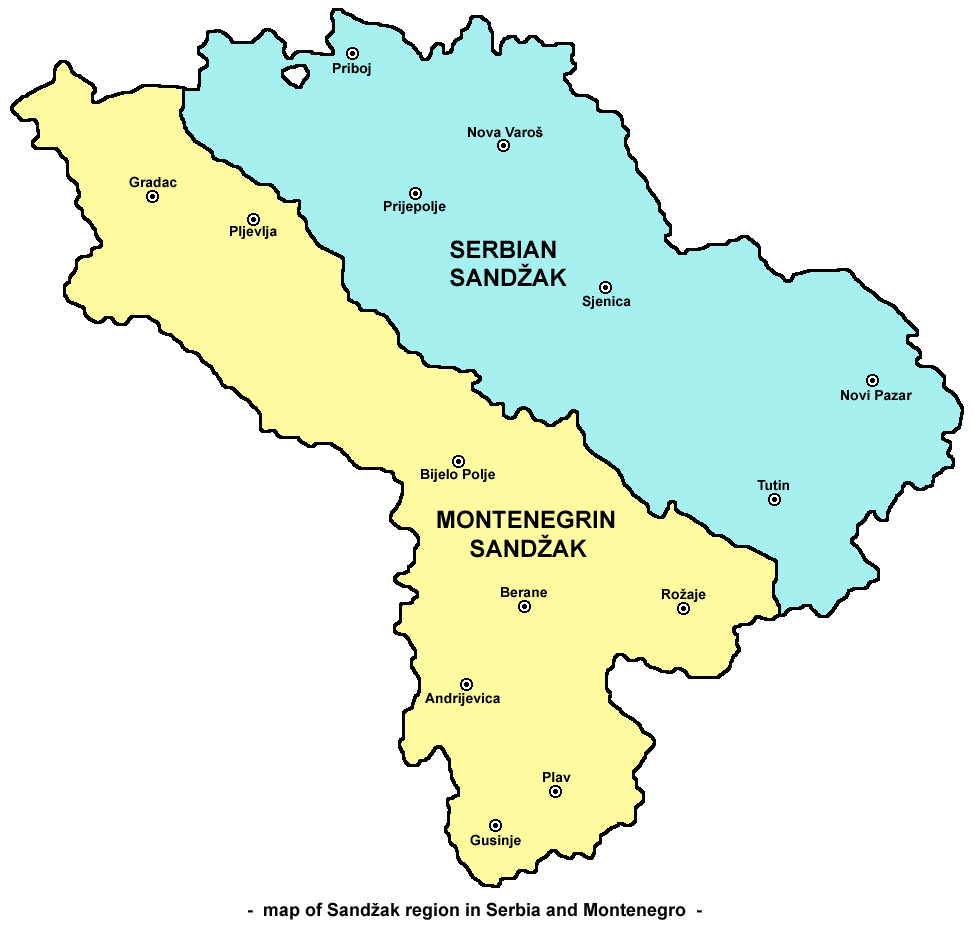
산자크 지도

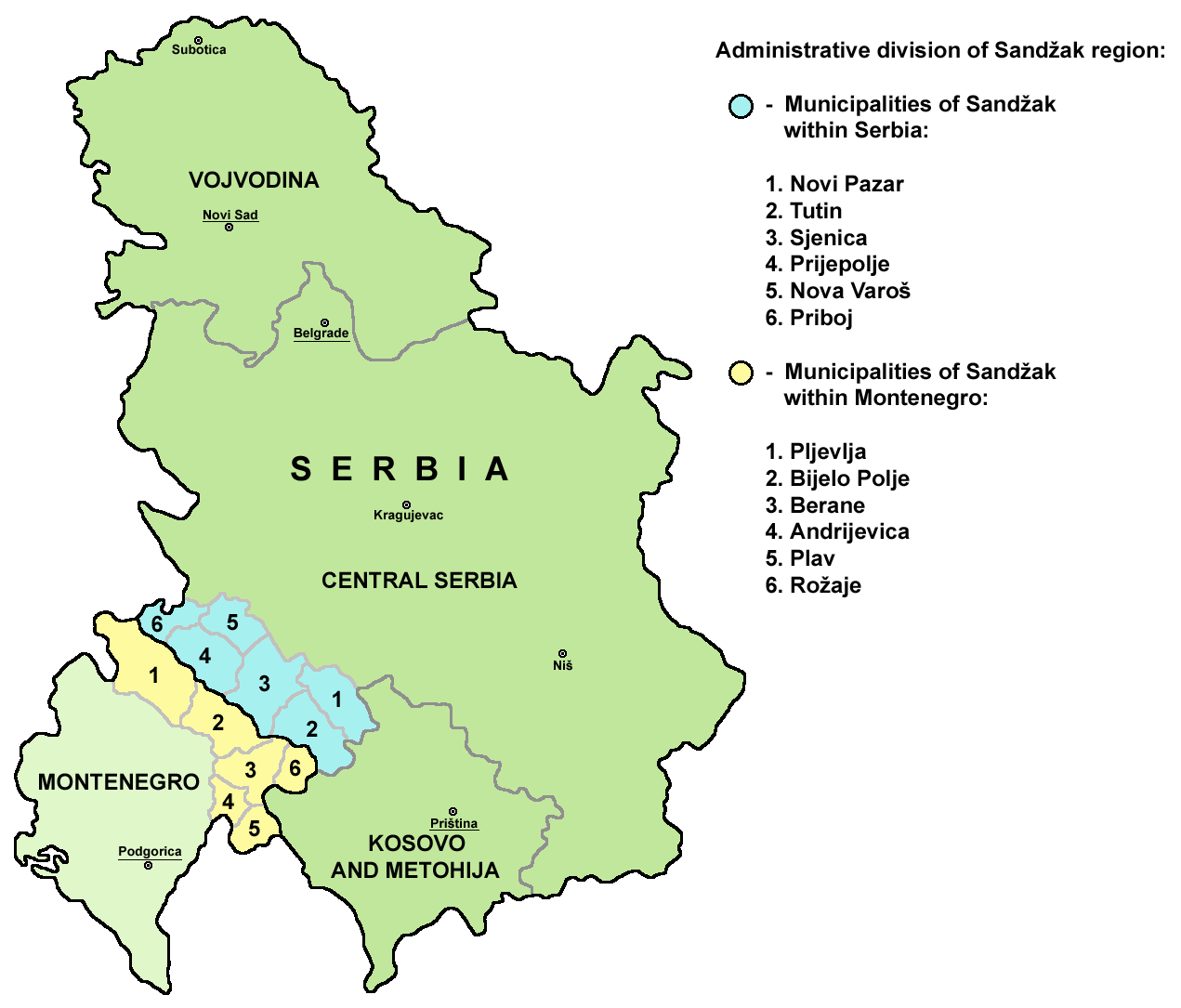
산자크에 위치한 행정 구역

산자크(몬테네그로어: Sandžak, 세르비아어: Санџак, Sandžak, 보스니아어: Sandžak, 튀르키예어: Sancak)는 세르비아와 몬테네그로 국경 사이에 위치한 역사적인 지역이다. 산자크라는 이름은 1912년 발칸 전쟁이 발발하기 이전까지 존재했던 오스만 제국의 행정 구역인 예니파자르 산자크(Yeni Pazar sancağı, 노비파자르 산자크)에서 유래된 이름이다.
면적은 8,403km2이며 북서쪽으로는 보스니아 헤르체고비나와 국경을 접하고 있고 남동쪽으로는 코소보와 접한다. 세르비아의 지방 자치체 6개(노비파자르(Novi Pazar), 투틴(Tutin), 셰니차(Sjenica), 프리예폴레(Prijepolje), 노바바로시(Nova Varoš), 프리보이(Priboj))와 몬테네그로의 지방 자치체 5개(플레블라(Pljevlja), 비옐로폴레(Bijelo Polje), 베라네(Berane), 플라브(Plav), 로자예(Rožaje))가 산자크에 위치한다. 몬테네그로의 지방 자치체인 안드리예비차(Andrijevica)는 때때로 산자크에 포함되기도 한다.
라슈카의 남쪽 부분이 산자크에 해당한다.

## 같이 보기
- 보슈냐크인